# Driyorejo (ort i Indonesien)
Driyorejo är en ort i Indonesien.   Den ligger i provinsen Jawa Timur, i den västra delen av landet, 600 km öster om huvudstaden Jakarta. Driyorejo ligger 13 meter över havet och antalet invånare är 26 827.
Terrängen runt Driyorejo är mycket platt. Runt Driyorejo är det mycket tätbefolkat, med 2 431 invånare per kvadratkilometer. Närmaste större samhälle är Surabaja, 19,2 km nordost om Driyorejo. Trakten runt Driyorejo består till största delen av jordbruksmark.